# Erhvervsstyrelsen
Erhvervsstyrelsen är ett direktorat under Erhvervsministeriet i Danmark. Den har kontor i Köpenhamn, Nykøbing Falster och Silkeborg. Den bildades 1 januari 2012 genom att Erhvervs- og Selskabsstyrelsen, It- og Telestyrelsen och delar av Erhvervs- og Byggestyrelsen slogs samman.
Dess arbetsområden omfattar registrering av företag, redovisning och tillsyn inom olika aspekter av näringslivet. Det har bland annat hand om Det Centrale Virksomhedsregister där företagen i landet är registrerade. Dess uppgifter har varierat över tid.